# Pokřivený svět Marge Simpsonové
Pokřivený svět Marge Simpsonové (v anglickém originále The Twisted World of Marge Simpson) je 11. díl 8. řady (celkem 164.) amerického animovaného seriálu Simpsonovi. Scénář napsala Jennifer Crittendenová a díl režíroval Chuck Sheetz. V USA měl premiéru dne 19. ledna 1997 na stanici Fox Broadcasting Company a v Česku byl poprvé vysílán 2. února 1999 na stanici ČT1.

## Děj
Springfieldské investorky – Maude Flandersová, Helena Lovejoyová, Agnes Skinnerová, Luann Van Houtenová a Edna Krabappelová – vyloučí Marge ze své investiční skupiny, protože se obává riskantních investicí. Skupina vrátí Marge její počáteční investici 500 dolarů a Líza ji přesvědčí, aby peníze použila na koupi vlastní franšízy. Aby mohla konkurovat franšíze Fleet-A-Pita skupiny Investorettes, koupí Marge franšízu Vůz s preclíky, kterou vlastní Frank Ormand. 
Marge zaparkuje svůj Vůz s preclíky před Springfieldskou jadernou elektrárnou a Homer přesvědčí své spolupracovníky, aby se stali jejími zákazníky. Nedaleko zaparkuje dodávka Fleet-A-Pita od Investorettes a odláká Marginy zákazníky. Aby podpořil obchod, sponzoruje Pretzel Wagon Den preclíků zdarma na baseballovém stadionu Springfield Isotopes. Než fanoušci stihnou preclíky zkonzumovat, z reproduktorů se ozve oznámení, že pan Burns vyhrál vůz Pontiac Astro Wagon z roku 1997. Fanoušci na tuto zprávu reagují rozzlobeně a bombardují hřiště preclíky, přičemž vyřadí Whiteyho Forda, který se snažil hněv davu potlačit. Margina snaha opět končí marně a propadá hluboké depresi, a tak Homer hledá někoho, kdo by jí mohl pomoci. 
Poté, co zjistí, že Frank Ormand zemřel při autonehodě spolu s vykonavatelem jeho pozůstalosti, uzavře Homer tajnou obchodní dohodu s Tlustým Tonym, springfieldským mafiánem. Druhý den Marge obdrží velkou objednávku 300 preclíků, čímž znovu oživí Vůz s preclíky. Mafie zastrašováním vyřadí z obchodu několik Marginých konkurentů a nakonec pomocí bomby zničí dodávku Fleet-A-Pita Investorettes. 
Brzy Marge dostane objednávku na rozvoz do odlehlé lokality na okraji města, kde ji osloví Tlustý Tony a jeho gang. Informuje ji o dohodě, kterou uzavřel s Homerem, a tvrdí, že má nárok na stoprocentní podíl z Margina zisku. Marge Homera konfrontuje a on jí vysvětlí, že se jí jen snažil pomoci. Odmítne tedy Tlustému Tonymu zaplatit a pokračuje ve výrobě preclíků. 
Zatímco mafie postupuje proti Marge, přijíždějí Investorettes s japonskou jakuzou, aby se postavili proti spojenectví Marge s Tlustým Tonym. Soupeřící gangy se dostanou do brutálního boje a Simpsonovi se stáhnou do svého domu. Marge odpustí Homerovi, že se vměšoval a zhoršil situaci, a nařídí dětem, aby se vrátily do postele, když zaslechnou hluk, který způsobily gangy. 

## Produkce
Hlavní zápletka epizody týkající se dvou soupeřících franšíz s občerstvením byla vybrána proto, že v době natáčení „začínaly být populární“ pita chléb a preclíky. Josh Weinstein vyjádřil přání, aby byly nápady změněny na něco „zábavnějšího“, protože obě občerstvení mezitím „vyšla z módy“. Šéfkuchař Fleet-A-Pita byl mladým pouličním prodavačem z epizody Město New York versus Homer Simpson. Na výstavě bylo mnoho franšíz založeno na skutečných franšízách a rychlém zbohatnutí. Ve scéně, kdy Homer kontroluje preclíky, byl původně záběr, kde dal palec dolů Marginým preclíkům.
Autorkou epizody je Jennifer Crittendenová, která napsala i další čtyři epizody. V jedné scéně Cletus volá na své početné děti, aby vyšly z domu; jejich jména byla všechna „módní jména z devadesátých let“. Pontiac Astrowagon z roku 1997, který pan Burns vyhraje, byl navržen tak, aby přesně připomínal minivany GM, které se v té době prodávaly. Závěrečnou scénu epizody, válku s mafií, vymyslel Matt Groening, protože nikdo jiný nedokázal vymyslet konec.

## Kulturní odkazy
Scéna, v níž springfieldská mafie zničí veškerou konkurenci Vozu s preclíky, je založena na scéně z filmu Mafiáni. Proslov Franka Ormanda „You'll be there“ odráží proslov Toma Joada z knihy Johna Steinbecka Hrozny hněvu. Lemmonova postava Franka Ormanda je založena na postavě Shelleyho Levena z filmu Konkurenti, kterou hrál také Lemmon. Postava Gila Gundersona, který se představí až v deváté sérii v epizodě Marge prodává nemovitosti, byla také založena na Levenovi. Rumer a Scout, dvě z Cletusových dětí, jsou pojmenovány po dětech Bruce Willise a Demi Mooreové. Scéna, ve které baseballoví fanoušci způsobí výtržnosti házením preclíků poté, co pan Burns vyhraje nové auto, je založena na incidentu, kdy byli Los Angeles Dodgers nuceni prohrát. Stalo se to 10. srpna 1995, kdy fanoušci na protest proti špatnému rozhodnutí během 9. směny házeli na hřiště reklamní baseballové míčky.

## Přijetí
V původním vysílání se díl umístil na 55. místě ve sledovanosti v týdnu od 13. do 19. ledna 1997 s ratingem 8,2, což odpovídá přibližně 8,0 milionům diváckých domácností. Byl to pátý nejlépe hodnocený pořad na stanici Fox v tomto týdnu, hned po seriálech Akta X, Tatík Hill a spol., Melrose Place a Beverly Hills 90210.
Autoři knihy I Can't Believe It's a Bigger and Better Updated Unofficial Simpsons Guide Warren Martyn a Adrian Wood epizodu značili za „chytrý a poněkud neobvyklý nápad na díl, který ukazuje děsivou mrchovitost pod okleštěnou slupkou maloměstských podnikatelek.“ Scéna s Cletusovými dětmi je jednou ze dvou scén z této epizody, které Josh Weinstein považuje za „klasické“, přičemž druhou je sekvence, kdy dav hází zdarma preclíky na baseballové hřiště a kdy Whitey Ford upadne do bezvědomí. Scéna s Fordem se umístila na 24. místě v seznamu „100 nejlepších sportovních momentů Simpsonových“, který v roce 2004 zveřejnil server ESPN.com. Greg Collins, autor seznamu, dodal: „Pokaždé, když to vypadá, že se na baseballovém zápase začne rvát, začnu citovat tuto scénu.“ A.V. Club označil hlášku baseballového komentátora „A fanoušci hážou na výherce preclíky“ za jeden z citátů ze Simpsonových, které lze použít v každodenních situacích.